# Bereznikí (Komi)
|  | Per a altres significats, vegeu «Bereznikí». |

Bereznikí (en rus: Березники) és un poble de la República de Komi, a Rússia, segons el cens del 2010 tenia 33 habitants.